# الحب الأول هو دائما الأخير(مجموعة قصصية)
الحب الأول هو دائما الأخير هي مجموعة قصص قصيرة للكاتب الفرنسي المغربي الطاهر بن جلون، كتبها بين عامي 1973 و1994 ونشرت في عام 1996. تناول فيها المؤلف علاقات الحب بين الرجل والمرأة في المغرب وفي فرنسا (باريس)، والتي تتشبع بالرومانسية، ولكن أيضًا بالعنف المعنوي والجسدي.

## تقديم
تطرق الكاتب الطاهر بن جلون من خلال إحدى وعشرين قصة قصيرة لموضوعات كثيرة، منها المجتمع المغربي الذي يتأرجح بين التقليد والحداثة، والعلاقات الرومانسية والزوجية والجنسية بين الرجل والمرأة،  فضلا عن تأثير الدين في الزوجين. يقدم الكاتب الوصف التالي: 
"يمكن لهذه الأخبار أن تسلي القارئ وتطلعه، وخاصة القارئات، على الطريقة التي تعاش بها تجربة الحب في المغرب، ومن خلاله في كل العالم العربي. ومع ذلك، فأنا مازلت مقتنعًا بعالمية الشعور بالحب. لدي انطباع بأن النساء (العربيات) هن اللواتي يفضلنها أكثر"
قدمت الشخصيات النسائية ومثلت بطريقة متناقضة: فنجد أحيانا المرأة الماكرة والمتلاعبة (حيل النساء)، في مقابل المرأة التي يتم إغواؤها ثم يحُكم عليها بالعزلة (الحب الجنوني)، وتارة المرأة المسيطرة التي تعكر صفو العلاقات بين الرجل والمرأة المفروضة تقليديا في المجتمع المغربي.

تناول الطاهر بن جلون كذلك شخصيات ذكورية مركزية، لا سيما من خلال القصص القصيرة؛ “الرجل الذي لا يحب الحفلات"، وقصة "الآخر"، التي تصف وهم القدرة على تغيير شخصية الفرد حيث جاء فيها
"ظل صوت داخلي يخبره: اعلم أننا لا نتغير أبدًا. كل التغيير هو مجرد مظهر، وهو مصمم لتهدئة الناس المجانين بالتظاهر! الوجود لا يتغير أبدا".

## الطبعات
- الطاهر بن جلون، الحب الأول هو دائما الأخير، لو سوي، 1996، 224 ص.(ردمك 9782020300308)